# Freistatt (Missouri)
Freistatt és una població dels Estats Units a l'estat de Missouri. Segons el cens del 2000 tenia 184 habitants.

## Demografia
Segons el cens del 2000, Freistatt tenia 184 habitants, 79 habitatges, i 50 famílies. La densitat de població era de 394,7 habitants per km².
Dels 79 habitatges en un 29,1% hi vivien nens de menys de 18 anys, en un 51,9% hi vivien parelles casades, en un 7,6% dones solteres, i en un 36,7% no eren unitats familiars. En el 34,2% dels habitatges hi vivien persones soles el 26,6% de les quals corresponia a persones de 65 anys o més que vivien soles. El nombre mitjà de persones vivint en cada habitatge era de 2,33 i el nombre mitjà de persones que vivien en cada família era de 3,02.
Per edats la població es repartia de la següent manera: un 28,3% tenia menys de 18 anys, un 6,5% entre 18 i 24, un 27,7% entre 25 i 44, un 13,6% de 45 a 60 i un 23,9% 65 anys o més.
L'edat mediana era de 36 anys. Per cada 100 dones de 18 o més anys hi havia 80,8 homes.
La renda mediana per habitatge era de 21.750 $ i la renda mediana per família de 35.938 $. Els homes tenien una renda mediana de 25.357 $ mentre que les dones 19.375 $. La renda per capita de la població era de 10.757 $. Entorn del 16,3% de les famílies i el 18,1% de la població estaven per davall del llindar de pobresa.